# Percival Galský
Percival Galský (v originále Perceval le Gallois) je koprodukční hraný film z roku 1978, který režíroval Éric Rohmer podle románu Perceval ou le Conte du Grail Chrétiena de Troyese. Snímek měl světovou premiéru dne 8. října 1978.

## Děj
Percival se z komorníka stane jedním z rytířů při hledání grálu. Jednoho dne opustí svůj dům v lese a připojí se k rytířům kulatého stolu. Postupně podstupuje zasvěcení, které ho činí silnějším a bezohlednějším než kdy jindy.

## Obsazení
| Fabrice Luchini           | Perceval                    |
| André Dussollier          | Gauvain                     |
| Marie Rivière             | Garinova dcera              |
| Pascale Gervais de Lafond | Garinova dcera              |
| Pascale de Boysson        | vdova                       |
| Antoine Baud              | rytíř Vermeil               |
| Marc Eyraud               | král Artuš                  |
| Gérard Falconetti         | senešal Ké                  |
| Raoul Billerey            | Gornemant de Goort          |
| Frédéric Norbert          | král Escavalon              |
| Arielle Dombasle          | Blanchefleur                |
| Sylvain Lévignac          | Anguingueron                |
| Guy Delorme               | Clamadieu                   |
| Michel Etcheverry         | král Rybář                  |
| Gilles Raab               | Sagremor                    |
| Marie-Christine Barrault  | královna Guinevere          |
| Jean Boissery             | Guingambrésil               |
| Claude Jaeger             | Thiébaut de Tintaguel       |
| Frédérique Cerbonnet      | Thiébautova nejstarší dcera |
| Christine Lietot          | králova sestra              |
| Hubert Gignoux            | poustevník                  |

## Ocenění
- César: nominace v kategoriích nejlepší kamera (Néstor Almendros) a nejlepší zvuk (Jean-Pierre Ruh)
- Mélièsova cena